# Ясеновский
Ясено́вский (укр. Ясенівський) — посёлок, относится к Ровеньковскому городскому совету Луганской области Украины. Находится под контролем Луганской Народной Республики.

## Географическое положение
Посёлок расположен на левом берегу реки под названием Малая Каменка. Соседние населённые пункты: сёла Красный Колос (примыкает), Чапаевка, Рафайловка, Леськино, Ильинка, посёлки Горняк и Тацино на юге, Верхний Нагольчик и город Антрацит на юго-западе, посёлки Щётово, Каменное, Мельниково на западе, Колпаково, сёла Зелёный Курган и Червоная Поляна на северо-западе, сёла Зеленодольское и Ореховка на севере, Картушино, Ребриково, Македоновка (все ниже по течению Малой Каменки) на северо-востоке, Мечетка, Вербовка на востоке, Лозы, посёлки Новоукраинка (выше по течению Малой Каменки), Кошары, Пролетарский, город Ровеньки на юго-востоке.
Через посёлок протекает река Малая Каменка.

## История
В 1978 году основой экономики посёлка являлась добыча угля.
В январе 1989 года численность населения составляла 11 424 человека.
На 1 января 2013 года численность населения составляла 9035 человек.
С весны 2014 года — в составе Луганской Народной Республики.

## Транспорт
Находится в 2 км от железнодорожной станции Лобовские Копи (на линии Дебальцево — Лихая).

## Местный совет
94781, Луганская обл., Ровеньковский горсовет, пгт Ясеновский, ул. Ленина, 18.